# Placés
 (janvier 2022).
Si vous disposez d'ouvrages ou d'articles de référence ou si vous connaissez des sites web de qualité traitant du thème abordé ici, merci de compléter l'article en donnant les références utiles à sa vérifiabilité et en les liant à la section « Notes et références ».
Pour plus de détails, voir Fiche technique et Distribution.
Placés est un film français réalisé par Nessim Chikhaoui sorti en 2022.

## Synopsis
Se destinant à intégrer Sciences Po, Elias se présente aux épreuves du concours d'entrée. Ayant oublié sa carte d'identité, il ne peut les passer.
Recherchant un job en attendant de pouvoir se présenter à nouveau, il devient éducateur dans une MECS (Maison d'Enfants à Caractère Social) par le biais d'Adama, un de ses amis.
De là commence une expérience de vie, confronté au monde de l'ASE (aide sociale à l'enfance).

## Fiche technique
- Titre original : Placés
- Réalisation : Nessim Chikhaoui
- Assistant-réalisateur : Laure Prévost
- Scénario : Nessim Chikhaoui et Hélène Fillières
- Scripte : Jeanne Fontaine-Sarda
- Musique : Pascal Mayer et Demusmaker
- Son : Thomas Guytard, Nikolas Javelle et Jean-Paul Hurier
- Décors : Jérémy Streliski
- Costumes : Carole Gérard
- Photographie : Christophe Offenstein
- Montage : Célia Lafitedupont
- Direction de production : Vincent Lefeuvre
- Producteur : Matthieu Tarot
- Société de production : Albertine Productions
- Société de distribution : Le Pacte (France)
- Pays de production :  France
- Langue originale : français
- Format : couleur — 2,39:1
- Genre : comédie dramatique
- Durée : 111 minutes
- Dates de sortie :
  - France : 12 janvier 2022

## Distribution
- Shaïn Boumedine : Élias
- Julie Depardieu : Michelle
- Philippe Rebbot : Marc
- Nailia Harzoune : Mathilde
- Moussa Mansaly : Adama
- Aloïse Sauvage : Cécile
- Lucie Charles-Alfred : Emma
- Elyes Aguis : Viorel
- Laëtitia Clément : Julie
- Smaïn : le père d'Élias et de sa sœur
- Djimo : Ahmed
- David Bàn
- Clémentine Verdier : Policière
- François Pérache : le contrôleur du concours de Sciences Po